# André Schürrle
André Horst Schürrle (Ludwigshafen, Renania-Palatinado, 6 de noviembre de 1990) es un exfutbolista alemán que jugaba como delantero.
Comenzó su carrera en el Maguncia 05 en 2009, jugando dos años en el club antes de su transferencia por 6,5 millones de libras al Bayer 04 Leverkusen. Su actuación ganó la atención del Chelsea, que lo fichó por 18 millones £ en 2013. Schürrle jugó una temporada y media de la Premier League en el club inglés antes de unirse al Wolfsburgo por 22 millones de libras.
Schürrle fue internacional absoluto con Alemania desde 2010, jugando más de 55 partidos y anotando más de 20 goles. Fue parte de la nómina que alcanzó las semifinales de la Eurocopa 2012 y de la que ganó la Copa del Mundo de 2014. En esta última, contribuyó con dos goles en el histórico 7-1 de su selección a la de Brasil. Además, durante la prórroga de la Final de ese mismo Mundial proporcionó el pase para el gol victorioso de Mario Götze contra Argentina. Fue considerado el mejor jugador alemán de 2014 por la IFFHS.
En 2020 se retiró, cerca de cumplir los 30, debido a sus constantes cambios de equipo y a no poder disfrutar de nuevo del fútbol, tal y como hizo en su etapa en la Bundesliga.

## Trayectoria

### Inicios
Schürrle nació en Ludwigshafen, Renania-Palatinado siendo hijo de Luise y Joachim Schürrle. Comenzó su carrera en el club local Ludwigshafener SC, antes de unirse al Maguncia 05 en 2006. Pasó tres años jugando para los equipos inferiores del club, donde ganó la sub-19 de la Bundesliga en 2009.

### Maguncia 05
En julio de 2009 se convirtió en futbolista profesional e hizo su debut en la Bundesliga poco después. Debutó en Primera en el empate 2:2 ante el Bayer Leverkusen. Poco después, el 19 de septiembre de 2009, anotó sus primeros dos goles en la victoria 3:2 ante el VfL Bochum antes de firmar un contrato profesional con el club esa misma semana. Finalizó la temporada con cinco goles.
En septiembre de 2010, poco después de comenzar la temporada 2010-11, en el partido contra Bayer 04 Leverkusen el propio club anunció su fichaje poco tiempo después para la temporada 2011-12, firmando un contrato de cinco años. La transferencia entre los dos clubes se creía que fue de 8 millones de euros.

### Bayer Leverkusen
Schürrle completó su traslado de 6,5 millones de libras al Bayer Leverkusen en 2011, firmando un contrato por cinco años con el club hasta el verano de 2016. Anotó en su debut en un partido de la Copa alemana contra el SG Dinamo Dresde. Tuvo que esperar hasta el 15 de octubre de 2011 para anotar su primer gol en la Bundesliga con el Bayer Leverkusen, sucedió cuando anotó un gol tardío contra el Borussia Mönchengladbach, rescatando un punto con el cual el partido terminó 2-2. Schürrle anotó su primer gol a nivel europeo en la Liga de Campeones de la UEFA, en la victoria sobre el Valencia CF cuatro días después.
El 26 de septiembre, Schürrle anotó su primer gol de la temporada contra el FC Augsburg en la victoria 3-1. En el partido contra el Bayern de Múnich el 28 de octubre de 2012, Schürrle proporcionó una asistencia a Stefan Kießling en la victoria por 2-1 en el Allianz Arena. Esto le dio al Bayern su primera derrota de la temporada en la Bundesliga y al Bayer Leverkusen su primera victoria en Múnich desde octubre de 1989. El 30 de marzo de 2013, Schürrle marcó dos goles en el partido ante el Fortuna Düsseldorf, en la victoria 4-1. El 20 de abril de 2013, Schürrle marcó dos goles e hizo un pase de gol, con el cual derrotaron al Hoffenheim 5-0 en casa. Schürrle terminó la campaña 2012-13 con una cifra de 14 goles y 9 asistencias en 43 juegos en todas las competencias.

### Chelsea

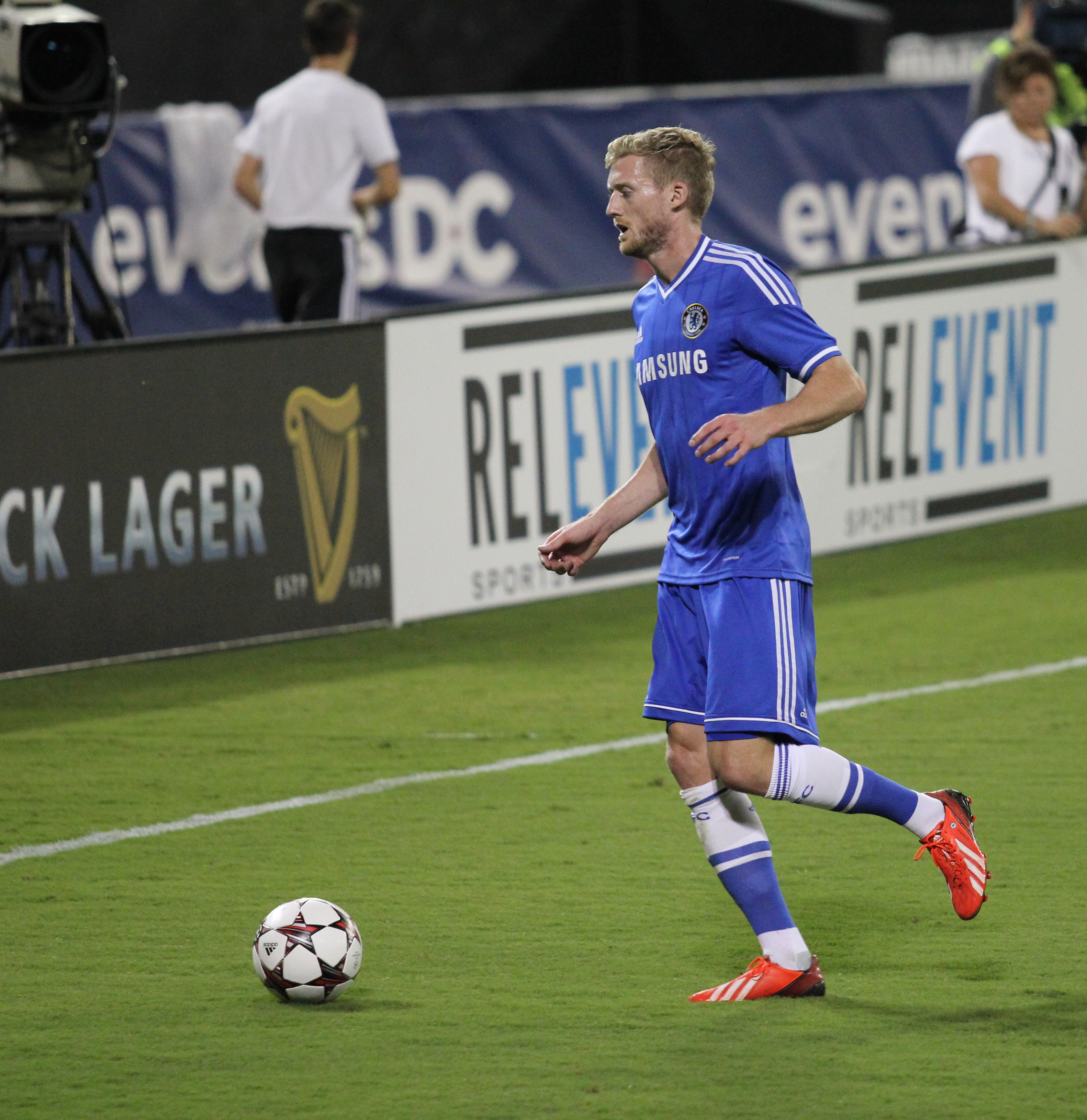
Schürrle jugando contra la Roma en 2013

El 13 de junio de 2013 se anunció su pase al Chelsea FC vía la página oficial del club londinense, en un traspaso que rondó los 25 millones de euros. El 25 de junio de 2013, fue presentado oficialmente por el club, el cual le daría un contrato por 4 años, dándole el dorsal 14, "Estoy tan feliz ahora que he firmado y es un honor para mí jugar para este club, con este equipo y de estos grandes aficionados" dijo Schürrle, "Estoy muy entusiasmado con ello". Siendo el primer fichaje de la segunda era Mou en el Chelsea. Debutó el 17 de julio de 2013, en la victoria de su equipo en un partido amistoso ante las estrellas de Tailandia. Schürrle, marca su primer tanto el 4 de agosto de 2013, en la victoria del Chelsea FC ante el AC Milan 2-0. Debutó en la Premier League, el 18 de agosto de 2013, en el primer partido de la temporada.
El 18 de agosto de 2013, Schürrle hizo su debut competitivo para el Chelsea, entrando en el minuto 67 en sustitución de Kevin De Bruyne en una victoria 2-0 en la Premier League sobre el Hull City en Stamford Bridge. Su primer gol para el Chelsea llegó en la victoria 2-1 en casa, sobre el Manchester City el 27 de octubre de 2013, en la que anotó de un pase de su compañero de equipo Fernando Torres. El 7 de diciembre de 2013, anotó dos goles contra el Stoke City en la derrota 3-2. El 1 de marzo de 2014, Schürrle anotó su primer triplete de la Premier League, ante el Fulham en una victoria en casa por 3-1 en el derbi del Oeste de Londres. El 22 de marzo de 2014, Schürrle asistió el gol de Samuel Eto'o en el minuto cinco y mandó al Chelsea a una ventaja de 2-0 en el minuto siete en casa ante el Arsenal, en un partido en el que fue galardonado como el jugador del partido, ya que el Chelsea ganó 6-0.
El 8 de abril de 2014, Schürrle anotó para el Chelsea en la segunda vuelta del partido de la UEFA Champions League, ante el Paris Saint-Germain ayudando a los Blues a cambiar el déficit de la primera vuelta 3-1, en un partido que finalmente terminó en una victoria de 2-0 y en el cual el Chelsea avanzó a las semifinales por la regla del gol de visitante.  En su primera temporada en Inglaterra obtuvo ocho goles en 30 partidos de la Premier League.
El 18 de agosto de 2014, en el primer partido de la temporada del Chelsea en la liga 2014-15, Schürrle fue elegido por delante de Willian en el 11 inicial después de un desempeño asombroso en la Copa del Mundo; anotó el segundo gol de la victoria por 3-1 de visitante en Burnley, de un pase de Cesc Fàbregas. Ese más tarde fue votado el gol del mes en Match of the Day. El 21 de septiembre Schürrle anotó el primer gol de un empate 1-1 ante el Manchester City, con su excompañero Frank Lampard anotando el empate.

### Wolfsburgo
El 2 de febrero de 2015 Schürrle regresó a la Bundesliga, fichando para el Wolfsburgo por 22 millones £. Cinco días después hizo su debut en el club, jugando los 90 minutos en la victoria en casa 3–0 sobre el Hoffenheim y contribuyendo en los goles de Bas Dost y Kevin De Bruyne. Su primer gol con el equipo llegó el 4 de abril, en una victoria 3–1 frente el VfB Stuttgart. El 30 de mayo, el Wolfsburgo ganó la DFB-Pokal por primera vez después de vencer en la final al Borussia Dortmund en el Estadio Olímpico de Berlín, jugó los últimos nueve minutos en reemplazo de Maximilian Arnold. Terminó su primera temporada en el Wolfsburgo con un gol en 22 apariciones. Un dato curioso es que Mourinho le dio la medalla
de ganador de la Premier League ganada ese año por el Chelsea, como agradecimiento de su contribución 
en la otra mitad de temporada

### Borussia Dortmund
El 22 de julio de 2016 se hizo oficial su fichaje por el Borussia Dortmund a cambio de 32 millones de euros, convirtiéndose en el fichaje más caro en la historia del club.

#### Cesiones y retiro
El 26 de julio de 2018 aterrizó a Londres para fichar por el Fulham, equipo recién ascendido a la Premier League, en calidad de cedido por dos temporadas por el Borussia Dortmund, aunque tras el descenso en su primer año regresó al conjunto alemán.
El 31 de julio de 2019 se marchó cedido una temporada al FC Spartak de Moscú, aunque el conjunto ruso se reservaba una opción de compra que no hizo efectiva y abandonó el club el 1 de julio de 2020.
El 15 de julio de 2020, el club alemán anunció la rescisión de su contrato. Dos días después, anunció su retirada.

## Selección nacional

### Categorías inferiores
Schürrle hizo su debut en un partido del Campeonato Sub-19 en la eliminatoria europea contra Luxemburgo, que se tradujo en una victoria por 3-0 sobre ellos.
Después de impresionar en el club Maguncia 05 fue llamado a la sub-21 Alemania en 2009. Desde entonces, ha jugado cuatro partidos marcando tres goles. Schürrle anotó su primer gol en la sub-21 ante San Marino en la victoria por 11-0.

### Selección absoluta

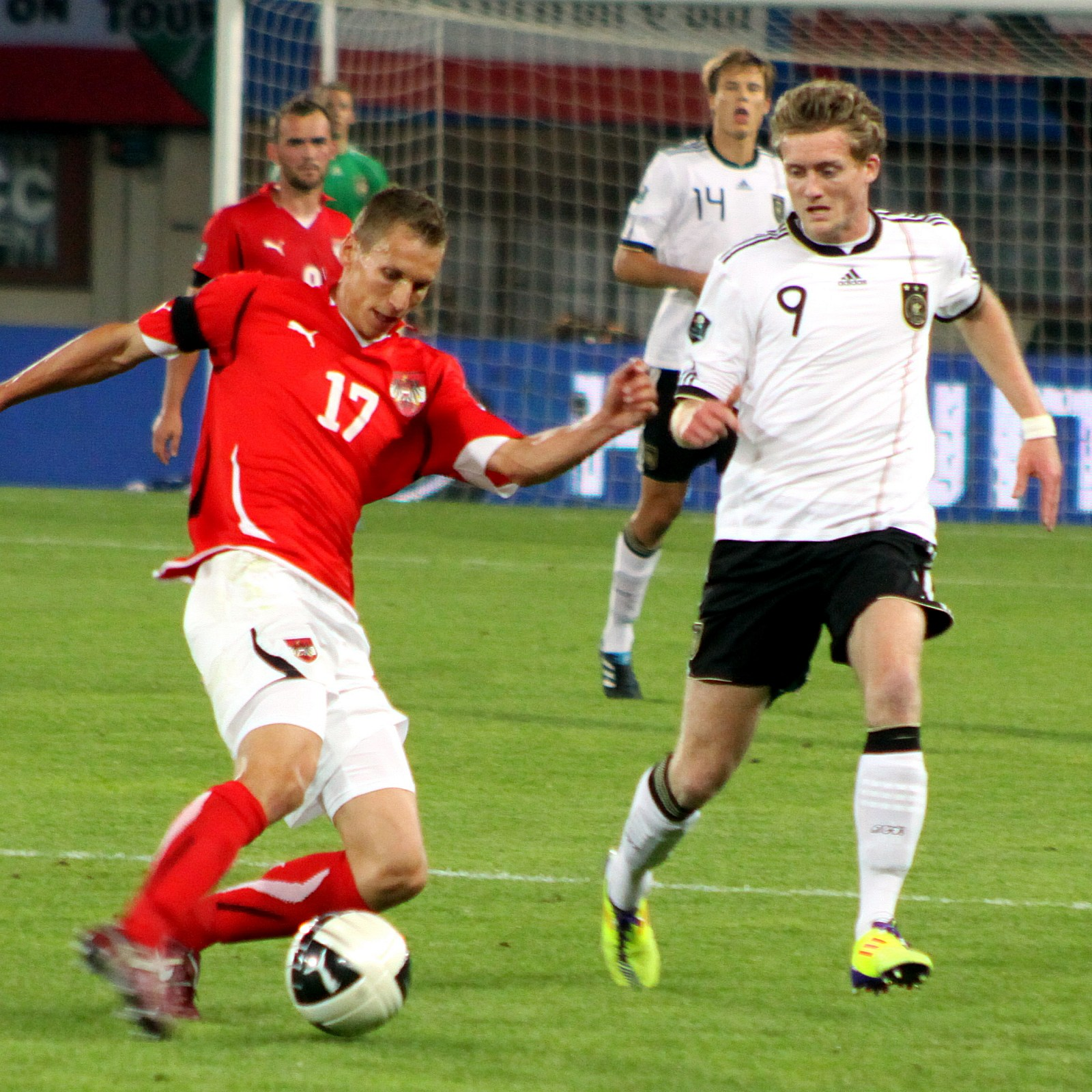
Schürrle jugando para Alemania en la clasificación para la Eurocopa 2012 contra Austria.

En noviembre de 2010, Schürrle recibió su primera llamada a la selección de fútbol de Alemania. Posteriormente, hizo su debut en un amistoso contra Suecia, entrando como sustituto en el minuto 79. Schürrle y Mario Götze, que llegaron de manera simultánea, fueron los dos primeros jugadores internacionales alemanes que nacieron después de la reunificación. El 29 de mayo de 2011, Schürrle anotó su primer gol para la selección, durante un amistoso contra Uruguay, en una victoria 2-1.
Schürrle fue elegido para jugar con la selección de Alemania en la clasificación para la Eurocopa 2012. Marcó contra Azerbaiyán en la victoria 3-1, el 7 de junio de 2011. El 2 de septiembre de 2011, volvió a anotar en la victoria 6-2 sobre Austria, en ambos casos entrando como sustituto. En el siguiente partido de clasificación contra Bélgica el 11 de octubre de 2011, Schürrle por primera vez estuvo en la escuadra inicial de la clasificación a la Eurocopa 2012, y anotó en el minuto 33. Después de anotar tres veces durante la clasificación, Alemania ganó diez de diez partidos llegando a la cima de su grupo en las eliminatorias. Schürrle fue nombrado en la lista de 23 jugadores que participarían en la Eurocopa 2012 y se le dio la camiseta número nueve. Hizo su primera aparición en la Eurocopa 2012 el 17 de junio, entrando como sustituto de Lukas Podolski en el minuto 64, en la victoria 2-1 frente a Dinamarca.
El 15 de octubre de 2013, Schürrle marcó un triplete en la victoria 5-3 ante Suecia en la clasificación de UEFA para la Copa Mundial de Fútbol de 2014.

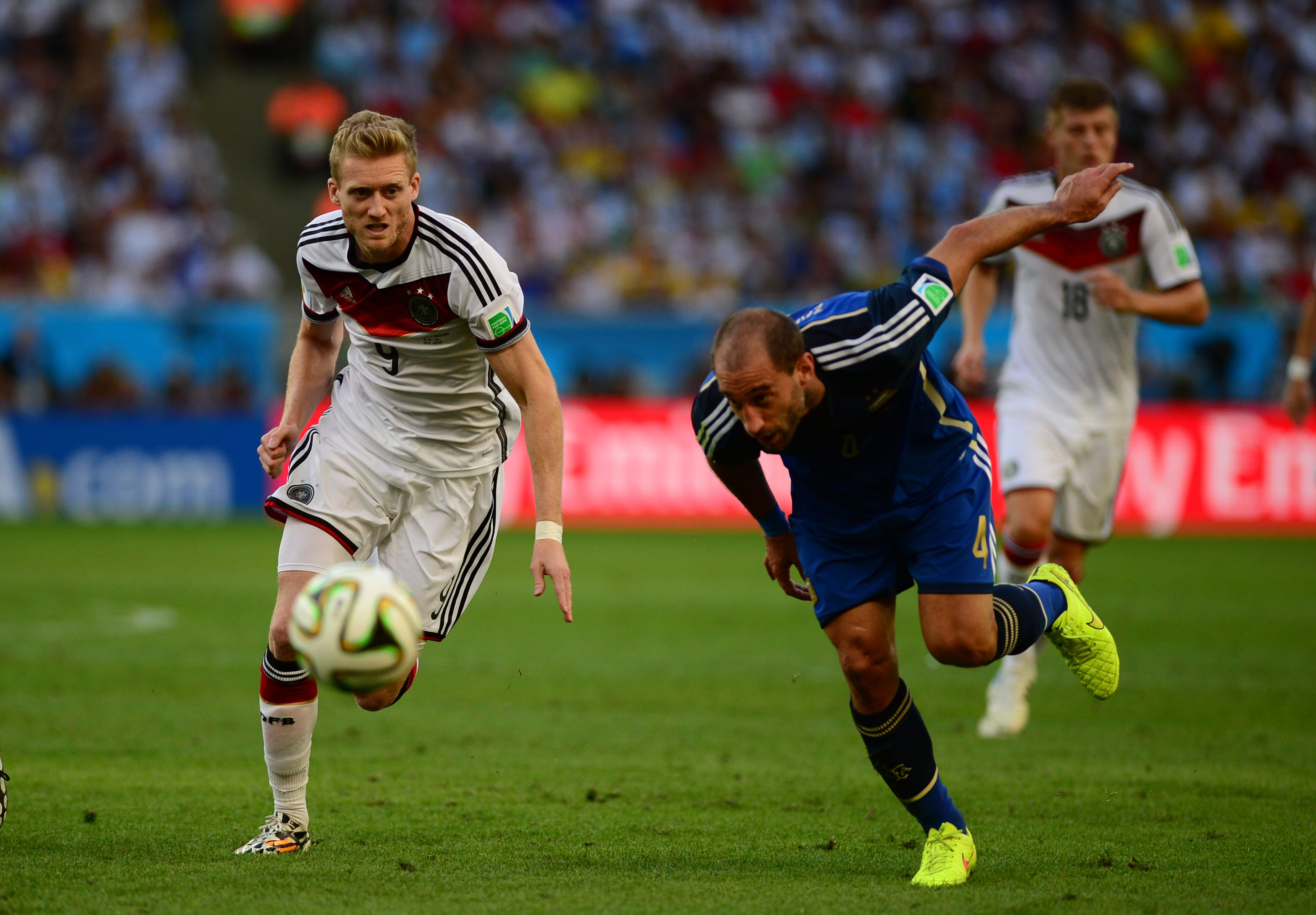
Schürrle en la Final de la Copa del Mundo de 2014.

El 8 de mayo de 2014, Schürrle fue incluido en la lista preliminar de 30 jugadores por el entrenador Joachim Löw con miras a la fase final de la Copa del Mundo. Fue ratificado entre los 23 jugadores que viajarán a Brasil el 2 de junio. Hizo su debut en la Copa Mundial de Fútbol como suplente en el primer partido del equipo, una victoria 4-0 frente a Portugal. En la victoria por 2-1 sobre Argelia en los octavos de final, Schürrle ingresó sustituyendo a Götze en el medio tiempo y anotó el primer gol del partido en el segundo minuto de la prórroga. El 8 de julio, anotó los últimos dos goles de Alemania después de la sustituir a Miroslav Klose en el minuto 58 en la victoria 7-1 en semifinales contra Brasil. Schürrle entró nuevamente del banquillo en la final contra Argentina, en sustitución del lesionado Christoph Kramer en la primera mitad. Él proporcionó la asistencia del gol de Götze en el minuto 113 que le dio la victoria a Alemania.
El 13 de junio de 2015 anotó un hat-trick en una victoria 7:0 sobre Gibraltar en la clasificación para la Eurocopa.

### Participaciones en Copas del Mundo
| Mundial           | Sede   | Resultado | Partidos | Goles |
| ----------------- | ------ | --------- | -------- | ----- |
| Copa Mundial 2014 | Brasil | Campeón   | 6        | 3     |

### Participaciones en Eurocopas
| Copa          | Sede              | Resultado   | Partidos | Goles |
| ------------- | ----------------- | ----------- | -------- | ----- |
| Eurocopa 2012 | Polonia y Ucrania | Semifinales | 2        | 0     |
| Eurocopa 2016 | Francia           | Semifinales | 2        | 0     |

| Goles como internacional | Goles como internacional | Goles como internacional | Goles como internacional | Goles como internacional | Goles como internacional | Goles como internacional    |
| Gol                      | Fecha                    | Ciudad                   | Oponente                 | Resultado Parcial        | Final                    | Competición                 |
| ------------------------ | ------------------------ | ------------------------ | ------------------------ | ------------------------ | ------------------------ | --------------------------- |
| 1.                       | 29 de mayo de 2011       | Sinsheim                 | Uruguay                  | 2-0                      | 2-1                      | Amistoso                    |
| 2.                       | 7 de julio de 2011       | Bakú                     | Azerbaiyán               | 3-1                      | 3-1                      | Clasificación Eurocopa 2012 |
| 3.                       | 10 de agosto de 2011     | Stuttgart                | Brasil                   | 3-1                      | 3-2                      | Amistoso                    |
| 4.                       | 2 de septiembre de 2011  | Gelsenkirchen            | Austria                  | 5-2                      | 6-2                      | Clasificación Eurocopa 2012 |
| 5.                       | 11 de octubre de 2011    | Düsseldorf               | Bélgica                  | 2-3                      | 3-5                      | Clasificación Eurocopa 2012 |
| 6.                       | 26 de mayo de 2012       | Basilea                  | Suiza                    | 2-3                      | 3-5                      | Amistoso                    |
| 7.                       | 31 de mayo de 2012       | Leipzig                  | Israel                   | 2-0                      | 2-0                      | Amistoso                    |
| 8.                       | 11 de octubre de 2013    | Colonia                  | Irlanda                  | 2-0                      | 3-0                      | Clasificación Mundial 2014  |
| 9.                       | 15 de octubre de 2013    | Solna                    | Suecia                   | 3–2                      | 5–3                      | Clasificación Mundial 2014  |
| 10.                      | 15 de octubre de 2013    | Solna                    | Suecia                   | 4–2                      | 5–3                      | Clasificación Mundial 2014  |
| 11.                      | 15 de octubre de 2013    | Solna                    | Suecia                   | 5–3                      | 5–3                      | Clasificación Mundial 2014  |
| 12.                      | 1 de junio de 2014       | Mönchengladbach          | Camerún                  | 2-1                      | 2-2                      | Amistoso                    |
| 13.                      | 6 de junio de 2014       | Maguncia                 | Armenia                  | 1-0                      | 6-1                      | Amistoso                    |
| 14.                      | 30 de junio de 2014      | Porto Alegre             | Argelia                  | 1-0                      | 2-1                      | Copa Mundial 2014           |
| 15.                      | 8 de julio de 2014       | Belo Horizonte           | Brasil                   | 6–0                      | 7–1                      | Copa Mundial 2014           |
| 16.                      | 8 de julio de 2014       | Belo Horizonte           | Brasil                   | 7–0                      | 7–1                      | Copa Mundial 2014           |
| 17.                      | 3 de septiembre de 2014  | Düsseldorf               | Argentina                | 1-4                      | 2-4                      | Amistoso                    |
| 18.                      | 13 de junio de 2015      | Estadio Algarve          | Gibraltar                | 1–0                      | 7–0                      | Clasificación Eurocopa 2016 |
| 19.                      | 13 de junio de 2015      | Estadio Algarve          | Gibraltar                | 5–0                      | 7–0                      | Clasificación Eurocopa 2016 |
| 20.                      | 13 de junio de 2015      | Estadio Algarve          | Gibraltar                | 6–0                      | 7–0                      | Clasificación Eurocopa 2016 |

## Estadísticas

### Clubes
Actualizado al último partido jugado el 8 de diciembre de 2019.
| Club | Div.          | Temporada     | Liga  | Liga  | Liga   | Copas nacionales(1) | Copas nacionales(1) | Copas nacionales(1) | Torneos internacionales(2) | Torneos internacionales(2) | Torneos internacionales(2) | Total | Total | Total  | Media goleadora(3) |
| Club | Div.          | Temporada     | Part. | Goles | Asist. | Part.               | Goles               | Asist.              | Part.                      | Goles                      | Asist.                     | Part. | Goles | Asist. | Media goleadora(3) |
| --- | ------------- | ------------- | ----- | ----- | ------ | ------------------- | ------------------- | ------------------- | -------------------------- | -------------------------- | -------------------------- | ----- | ----- | ------ | ------------------ |
| 1. FSV Maguncia 05 · Alemania | 1.ª           | 2009-10       | 33    | 5     | 3      | 1                   | 0                   | 0                   | -                          | -                          | -                          | 34    | 5     | 3      | 0,15               |
| 1. FSV Maguncia 05 · Alemania | 1.ª           | 2010-11       | 33    | 15    | 5      | 1                   | 0                   | 0                   | -                          | -                          | -                          | 34    | 15    | 5      | 0,44               |
| 1. FSV Maguncia 05 · Alemania | Total club    | Total club    | 66    | 20    | 8      | 2                   | 0                   | 0                   | 0                          | 0                          | 0                          | 68    | 20    | 8      | 0,29               |
| Bayer 04 Leverkusen · Alemania | 1.ª           |               |       |       |        |                     |                     |                     |                            |                            |                            |       |       |        |                    |
| Bayer 04 Leverkusen · Alemania | 1.ª           | 2011-12       | 31    | 7     | 6      | 1                   | 1                   | 0                   | 8                          | 1                          | 0                          | 40    | 9     | 6      | 0,23               |
| Bayer 04 Leverkusen · Alemania | 1.ª           | 2012-13       | 34    | 11    | 7      | 3                   | 1                   | 2                   | 6                          | 2                          | 1                          | 43    | 14    | 10     | 0,33               |
| Bayer 04 Leverkusen · Alemania | Total club    | Total club    | 65    | 18    | 13     | 4                   | 2                   | 2                   | 14                         | 3                          | 1                          | 83    | 23    | 16     | 0,28               |
| Chelsea F. C. Inglaterra | 1.ª           | 2013-14       | 30    | 8     | 2      | 3                   | 0                   | 1                   | 10                         | 1                          | 0                          | 43    | 9     | 3      | 0,21               |
| Chelsea F. C. Inglaterra | 1.ª           | 2014-15       | 14    | 3     | 0      | 4                   | 1                   | 0                   | 4                          | 1                          | 0                          | 22    | 5     | 0      | 0,23               |
| Chelsea F. C. Inglaterra | Total club    | Total club    | 44    | 11    | 2      | 7                   | 1                   | 1                   | 14                         | 2                          | 0                          | 65    | 14    | 3      | 0,22               |
| VfL Wolfsburgo · Alemania | 1.ª           | 2014-15       | 14    | 1     | 3      | 4                   | 0                   | 0                   | 4                          | 0                          | 0                          | 22    | 1     | 3      | 0,05               |
| VfL Wolfsburgo · Alemania | 1.ª           | 2015-16       | 29    | 9     | 5      | 2                   | 1                   | 0                   | 10                         | 2                          | 2                          | 41    | 12    | 7      | 0,29               |
| VfL Wolfsburgo · Alemania | Total club    | Total club    | 43    | 10    | 8      | 6                   | 1                   | 0                   | 14                         | 2                          | 2                          | 63    | 13    | 10     | 0,21               |
| Borussia Dortmund · Alemania | 1.ª           | 2016-17       | 15    | 2     | 2      | 4                   | 2                   | 0                   | 6                          | 1                          | 0                          | 25    | 5     | 2      | 0,20               |
| Borussia Dortmund · Alemania | 1.ª           | 2017-18       | 18    | 1     | 0      | 3                   | 0                   | 0                   | 5                          | 2                          | 0                          | 26    | 3     | 0      | 0,12               |
| Borussia Dortmund · Alemania | Total club    | Total club    | 33    | 3     | 2      | 7                   | 2                   | 0                   | 11                         | 3                          | 0                          | 51    | 8     | 2      | 0,16               |
| Fulham F. C. Inglaterra | 1.ª           | 2018-19       | 24    | 6     | 0      | 1                   | 0                   | 0                   | -                          | -                          | -                          | 25    | 6     | 0      | 0,24               |
| Fulham F. C. Inglaterra | Total club    | Total club    | 24    | 6     | 0      | 1                   | 0                   | 0                   | 0                          | 0                          | 0                          | 25    | 6     | 0      | 0,24               |
| F. C. Spartak de Moscú · Rusia | 1.ª           | 2019-20       | 13    | 1     | 2      | 1                   | 0                   | 0                   | 4                          | 1                          | 0                          | 18    | 2     | 2      | 0,11               |
| F. C. Spartak de Moscú · Rusia | Total club    | Total club    | 13    | 1     | 2      | 1                   | 0                   | 0                   | 4                          | 1                          | 0                          | 18    | 2     | 2      | 0,11               |
| Total carrera | Total carrera | Total carrera | 288   | 69    | 35     | 28                  | 6                   | 3                   | 57                         | 11                         | 3                          | 373   | 86    | 41     | 0,24               |
| (1) Incluye datos de Copa de Alemania, Supercopa de Alemania, FA Cup, Capital One Cup. (2) Incluye datos de UEFA Europa League, UEFA Champions League, Supercopa de Europa. (3) No incluye goles en partidos amistosos. |               |               |       |       |        |                     |                     |                     |                            |                            |                            |       |       |        |                    |

### Selección nacional
La siguiente tabla detalla los encuentros disputados y los goles marcados por Schürrle con la selección alemana.
| Selección | Año   | Amistosos | Amistosos | Amistosos | Eurocopa | Eurocopa | Eurocopa | Eliminatorias Europeas | Eliminatorias Europeas | Eliminatorias Europeas | Mundial | Mundial | Mundial | Eliminatorias Mundialistas | Eliminatorias Mundialistas | Eliminatorias Mundialistas | Total | Total | Total |
| Selección | Año   | PJ        | G         | A         | PJ       | G        | A        | PJ                     | G                      | A                      | PJ      | G       | A       | PJ                         | G                          | A                          | PJ    | G     | A     |
| --------- | ----- | --------- | --------- | --------- | -------- | -------- | -------- | ---------------------- | ---------------------- | ---------------------- | ------- | ------- | ------- | -------------------------- | -------------------------- | -------------------------- | ----- | ----- | ----- |
| Alemania  |       |           |           |           |          |          |          |                        |                        |                        |         |         |         |                            |                            |                            |       |       |       |
| 2010      | 1     | 0         | 0         | -         | -        | -        | -        | -                      | -                      | -                      | -       | -       | -       | -                          | -                          | 1                          | 0     | 0     |       |
| 2011      | 5     | 2         | 1         | -         | -        | -        | 5        | 3                      | 0                      | -                      | -       | -       | -       | -                          | -                          | 10                         | 5     | 1     |       |
| 2012      | 5     | 2         | 0         | 2         | 0        | 0        | -        | -                      | -                      | -                      | -       | -       | 2       | 0                          | 0                          | 9                          | 2     | 0     |       |
| 2013      | 6     | 0         | 0         | -         | -        | -        | -        | -                      | -                      | -                      | -       | -       | 4       | 4                          | 0                          | 10                         | 4     | 0     |       |
| 2014      | 4     | 3         | 0         | -         | -        | -        | 2        | 0                      | 0                      | 6                      | 3       | 3       | -       | -                          | -                          | 12                         | 6     | 3     |       |
| 2015      | 2     | 0         | 1         | -         | -        | -        | 5        | 3                      | 1                      | -                      | -       | -       | -       | -                          | -                          | 7                          | 3     | 2     |       |
| 2016      | 3     | 0         | 0         | 3         | 0        | 0        | -        | -                      | -                      | -                      | -       | -       | -       | -                          | -                          | 6                          | 0     | 0     |       |
| 2017      | 1     | 0         | 1         | -         | -        | -        | -        | -                      | -                      | -                      | -       | -       | 1       | 2                          | 1                          | 2                          | 2     | 2     |       |
| Total     | Total | 27        | 7         | 3         | 5        | 0        | 0        | 12                     | 6                      | 1                      | 6       | 3       | 3       | 7                          | 6                          | 1                          | 57    | 22    | 8     |

### Hat-tricks
Partidos en los que anotó tres o más goles:
| 1 | 15 de octubre de 2013 | Suecia - Alemania        |  | 3 - 5 | Eliminatoria Mundial 2014  |
| 2 | 1 de marzo de 2014    | Fulham - Chelsea         |  | 1 - 3 | Premier League 2013-14     |
| 3 | 13 de junio de 2015   | Gibraltar - Alemania     |  | 0 - 7 | Eliminatoria Eurocopa 2016 |
| 4 | 1 de marzo de 2016    | Hannover 96 - Wolfsburgo |  | 0 - 4 | 1. Bundesliga 2016-17      |

## Palmarés

### Campeonatos nacionales
| Título                | Club               | País       | Año  |
| --------------------- | ------------------ | ---------- | ---- |
| 2. Bundesliga         | 1. FSV Maguncia 05 | Alemania   | 2009 |
| Premier League        | Chelsea F. C.      | Inglaterra | 2015 |
| Copa de Alemania      | VfL Wolfsburgo     | Alemania   | 2015 |
| Supercopa de Alemania | VfL Wolfsburgo     | Alemania   | 2015 |
| Copa de Alemania      | Borussia Dortmund  | Alemania   | 2017 |

### Campeonatos internacionales
| Título                 | Equipo                | Sede   | Año  |
| ---------------------- | --------------------- | ------ | ---- |
| Copa Mundial de Fútbol | Selección de Alemania | Brasil | 2014 |

### Distinciones individuales
| Distinción                          | Año  |
| ----------------------------------- | ---- |
| Medalla de Bronce de Fritz Walter   | 2009 |
| Gol del mes de octubre (Sportschau) | 2013 |
| Embajador del fútbol alemán         | 2014 |
| Gol del mes de junio (Sportschau)   | 2014 |
| Hoja de Laurel de Plata             | 2014 |